# Bestes
|  | No s'ha de confondre amb Vestes (títol). |

Bestes o de vegades Vestes (en llatí Bestes, en grec Βεστής) de malnom Conostaulus, fou un intèrpret grec de les Novellae.
Va exercir l'ofici de jutge i va viure probablement poc després de l'època de Justinià I, és a dir, a la part final del segle vi. És esmentat per Constantí Harmenopul (Promptuarium, p. 426, edició 1587) i també per Nicolau Comnè Papadopoli. (Praenotat. Mystagog. p. 372.).